# Académie brésilienne des sciences
L'Académie brésilienne des sciences (en portugais : Academia Brasileira de Ciências) est une société savante brésilienne dont le rôle est de promouvoir la recherche scientifique. Elle a été fondée en 1916 et son siège est situé à Rio de Janeiro. En 2016 , elle a célébré son centenaire.

## Histoire
La société brésilienne des sciences est créée le 3 mai 1916 à Rio de Janeiro sur le modèle de l'académie des sciences française. Elle est renommée académie brésilienne des sciences cinq ans après sa création,. La première réunion se déroule à Polytechnique de Rio de Janeiro et réunit les scientifiques de l'établissement. Henrique Morize, Enes de Sousa, Miranda Ribeiro, Carvalho e Melo, Júlio César Diogo, Ângelo da Costa Lima, A Childe, Roquette Pinto, Alberto Betim Paes Leme and Everardo Backheuser font partie du comité fondateur. Henrique Morize (1860-1930, né Henri Charles Morize, français naturalisé brésilien) est le premier président de l'academie, de 1916 à 1926. Juliano Moreira (1872-1933, considéré comme le père de la psychiatrie au Brésil) est le second président de l'académie de 1926 à 1929.
Après l'Exposition internationale du centenaire de l'indépendance de 1922, l'académie brésilienne des sciences emménage dans le pavillon de la Tchécoslovaquie. En 1928, un plan de réurbanisation mène à la démolition du bâtiment sans option de relogement pour l'académie. Les réunions de l'académie se déroulent alors dans différents lieux jusqu'en 1959 où son président, Arthur Alexandre Moses, parvient à dégager les fonds pour un nouveau siège pour l'académie au 29 rue Anfilófio de Carvalho. La période 1933-1960 caractérisée par les présidences successives d'Arthur Alexandre Moses marque la transformation de l'académie en une institution pérenne. À partir de 1967, l'académie devient une organe consultative officielle du gouvernement brésilien.
Dans les années 1980, la Aristides Pacheco Leão Library (bibliothèque de l'académie) trouve ses propres locaux au 64 rue Araújo Porto Alegre. La décennie est marquée par une chute des subventions gouvernementales, suivi par un retour la décennie suivante.
Depuis 2014, les subventions publiques délivrées par le gouvernement brésilien chutent, réduisant le budget opérationnel de l'académie. En juillet 2019, l'académie brésilienne des sciences se range derrière l'Institut national de recherches spatiales (INPE) qui vient de publier des chiffres à la hausse sur la déforestation de la forêt amazonienne, des chiffres que le président brésilien Jair Bolsonaro dénonce comme mensongers. Dans le contexte de la pandémie de Covid-19 au Brésil, l'académie en appelle au gouvernement à protéger les médecins publiant des résultats négatifs sur l'usage de la chloroquine pour soigner le virus.

## Activités
L'académie brésilienne des sciences publie la revue scientifique Anais da Academia Brasileira de Ciências (An. Acad. Bras. Ciênc.) depuis 1917, et sans interruption depuis 1929.

## Présidents
- 1916-1926 Henrique Charles Morize
- 1926-1929 Juliano Moreira
- 1929-1931 Miguel Osório de Almeida
- 1931-1933 Eusébio Paulo de Oliveira
- 1933-1935 Arthur Alexandre Moses
- 1935-1937 Álvaro Alberto da Mota e Silva
- 1937-1939 Adalberto Menezes de Oliveira
- 1939-1941 Inácio Manuel Azevedo do Amaral
- 1941-1943 Arthur Alexandre Moses
- 1943-1945 Cândido Firmino de Melo Leitão
- 1945-1947 Mario Paulo de Brito
- 1947-1949 Arthur Alexandre Moses
- 1949-1951 Álvaro Alberto da Mota e Silva
- 1951-1965 Arthur Alexandre Moses
- 1965–1967 Carlos Chagas Filho
- 1967–1981 Aristides Pacheco Leão
- 1981–1991 Maurício Peixoto
- 1991–1993 Oscar Sala
- 1993–2007 Eduardo Krieger
- 2007-2016 Jacob Palis Jr.
- 2016– Luiz Davidovich[8]

## Membres notoires
- Alain Meunier
- Amir Caldeira
- Aziz Ab'Saber
- Carl Djerassi
- Carlos Henrique de Brito Cruz
- Charles Duncan Michener
- Chen Ning Yang
- Chintamani Nagesa Ramachandra Rao
- Claude Cohen-Tannoudji
- Constantino Tsallis
- Crodowaldo Pavan
- David Allan Bromley
- David Goldstein
- David Maybury-Lewis (en)
- Edmundo de Souza e Silva
- Eduardo Krieger
- Eduardo Oswaldo Cruz
- Ernst Hamburger
- Fernando Flávio Marques de Almeida
- Harold Max Rosenberg (en)
- Henry Taube
- Jayme Tiomno
- Jean-Christophe Yoccoz
- Jens Martin Knudsen
- John Campbell Brown (en)
- José Goldemberg (en)
- Walter Leal
- José Leite Lopes
- Luiz Pinguelli Rosa (en)
- Marco Antonio Zago (en)
- Marcos Moshinsky (en)
- Maurício Rocha e Silva (en)
- Mayana Zatz
- Mildred Dresselhaus
- Nicole Le Douarin
- Nivio Ziviani (en)
- Norman Borlaug
- Nuno Alvares Pereira
- Oscar Sala
- Oswaldo Frota-Pessoa (en)
- Peter Hamilton Raven
- Pierre-Gilles de Gennes
- Ricardo Renzo Brentani (en)
- Richard Keynes (en)
- Richard Williams
- Sérgio Henrique Ferreira (en)
- Simon Schwartzman (en)
- Stanley Kirschner
- Wilhelm Hasselbach (de)
- Warwick Estevam Kerr
- William Fyfe[9]
- Antonio Galves
- Kwadwo Osseo-Asare